# Barkpärlfoting
Barkpärlfoting (Proteroiulus fuscus) är en mångfotingart som först beskrevs av Am Stein 1857.  Barkpärlfoting ingår i släktet Proteroiulus och familjen pärlbandsfotingar. Arten är reproducerande i Sverige. Inga underarter finns listade i Catalogue of Life.